# وزارة المالية (السويد)
وزارة المالية (بالسويدية: Finansdepartementet)‏ هي وزارة ضمن الحكومة السويديَّة والمسؤولة عن الأمور المتعلقة بالسياسة الاقتصادية وميزانية الحكومة المركزية والضرائب والأعمال المصرفية والأمن والتأمين والعمل الاقتصادي الدولي والحكومة المركزية والإقليمية والمحلية.
يعمل بالوزارة 490 موظفًا، منهم 20 فقط من المعينين سياسيًا.[بحاجة لمصدر] الوزيرة الحالية هي إليزابيث سفانتيسون من حزب التجمع المعتدل.
تقع مكاتب الوزارة في شارع 21 دروتنينغاتان في وسط العاصمة ستوكهولم.

## مجالات المسؤولية
- الأسواق المالية
- ميزانية الحكومة المركزية
- التعاون الدولي
- السلطات المحلية
- الضرائب

## روابط خارجية
- وزارة المالية، الموقع الرسمي باللغة الإنجليزية